# Aegialites sugiharai
Aegialites sugiharai is een keversoort uit de familie platsnuitkevers (Salpingidae). De wetenschappelijke naam van de soort werd in 1938 gepubliceerd door Kono.